# Dolga Vas
Dolga Vas (ˈdoːu̯ɡa ˈʋaːs; slovène : Dolga vas, hongrois : Hosszúfalu, du Prekmurje slovène Duga ves[réf. nécessaire]) est un village situé immédiatement au nord de Lendava dans la région de Prekmurje, en Slovénie. Il se trouve le long de la frontière avec la Hongrie.

## Personnalités liées
Les personnes suivantes sont nées ou ont vécu à Dolga Vas :
- Mária Pozsonec (en), femme politique